# Hereditäre Palmoplantarkeratose
Eine hereditäre Palmoplantarkeratose, englisch hereditary palmoplantar keratoderma, bezeichnet eine Gruppe von angeborenen Erkrankungen mit einer die Haut der Hände und Füße betreffenden Verhornungsstörung (Hyperkeratose).

## Einteilung
Hierunter fallen eine Vielzahl von Erkrankungen, die wie folgt eingeteilt werden können:
- Palmoplantare Hyperkeratosen
  - Diffuse palmoplantare Hyperkeratosen
    - Epidermolytische palmoplantare Keratose (Synonyme: EPPK; Keratosis palmoplantaris diffusa Vörner)
    - Keratoderma palmoplantaris transgrediens et progrediens (Greither-Syndrom) (Synonyme: Keratosis palmoplantaris diffusa transgrediens et progrediens Greither Palmoplantar keratoderma of Sybert; Greither's keratosis; Greither's palmoplantar progressive keratoderma; Meleda-Syndrom)[3][4][5]
    - Mal de Meleda (Synonyme: Keratosis palmoplantaris transgrediens et progrediens Mljet; Meleda-Krankheit; Keratosis palmoplantaris transgrediens Siemens)[5]
    - Keratoderma hereditarium mutilans (Synonyme: Keratosis palmoplantaris mutilans Vohwinkel; Vohwinkel-Syndrom)
    - KID-Syndrom Akronym für Keratitis-Ichthyosis-Deafness-Syndrom
    - Keratoderma hereditarium mutilans mit Ichthyose (Synonyme: Loricrin Keratoderma; Camisa-Krankheit; Keratodermatose – ichthyosiforme Dermatose – erhöhte Beta-Glucuronidase-Aktivität; Vohwinkel-Syndrom – Ichthyose; Camisa-Variante der mutilierenden Palmoplantarhyperkeratose; mutilierende Palmoplanterhyperkeratose mit Ichthyose)[6],
    - Olmsted-Syndrom (Synonyme: Mutilierende Palmoplantarkeratose mit periorifiziellen keratotischen Plaques)[7]
    - Klick-Syndrom, Akronym für Keratosis linearis – Ichthyosis congenita – sklerosierendes Keratoderm[8]
    - Huriez-Syndrom (Synonyme: Palmoplantarkeratose-Sklerodaktylie-Syndrom; Skleroatrophisches Syndrom)

  - Fokale palmoplantare Hyperkeratosen
    - Keratosis palmoplantaris striata (Synonyme: Keratosis palmoplantaris striata et areata; Keratosis palmoplantaris varians Wachters; Brünauer-Fuhs-Siemens Typ, Wachters Typ, Keratosis palmoplantaris areate Siemens)[9]
    - Fokale palmoplantare und gingivale Keratose (Synonyme: Palmoplantarkeratose, fokale gingivale; Fokales palmoplantares und orales Mukosa-Hyperkeratose-Syndrom)[10]
    - Keratoderm mit Ösophagus-Karzinom (Howel-Evans-Syndrom) (Synonyme: Clark-Howel-Evans-McConnell Syndrom; Tylosis; Palmoplantarkeratose – Ösophageales Karzinom; Bennion-Patterson-Syndrom; Howell-Evans-Syndrom)
    - Tyrosinämie Typ II (Synonyme:  Okulokutane Tyrosinämie; Richner-Hanhart-Syndrom)[11]
    - Akrokeratoelastoidose Costa (Synonyme: AKE; Hypokeratose, palmoplantare punktierte, Typ 3; PPKP3; Palmoplantarkeratose, punktierte, Typ 3; Akrokeratoelastoidosis Fokale akrale Hyperkeratose).[12][13]

## Syndromale Formen
Im Rahmen von Syndromen kann eine Palmoplantarkeratose wesentliches Merkmal sein. So bei der Palmoplantarkeratose - kongenitale Alopezie.